# Whyte & Mackay
Whyte & Mackay è un'azienda scozzese che produce bevande alcoliche. Fu fondato nel 1844 e ha sede a Glasgow . Whyte & Mackay è ora di proprietà di Emperador Inc. (una controllata della holding di Alliance Global Group ) con sede nelle Filippine.
Il whisky Whyte & Mackay detiene circa il 3% del mercato del whisky nel Regno Unito.

## Storia
Charles Mackay e James Whyte fondarono una società come commercianti di whisky e magazzinieri a Glasgow nel 1882. W & M Special fu il loro primo whisky miscelato e ebbe successo nel Regno Unito e in altri paesi di lingua inglese. Dopo la seconda guerra mondiale, la società si è concentrata sul mercato interno e ora vende oltre 1 milione di casse all'anno.
Il marchio è stato acquistato dal gruppo SUITS di Hugh Fraser nel 1971. SUITS è stata acquisita da Lonrho nel 1981 e successivamente Whyte & Mackay è stata venduta a Brent Walker nel 1988 e poi a American Brands nel 1990, che è stata ribattezzata Fortune Brands nel 1997 Nel 2001 Fortune Brands ha venduto Whyte & Mackay alla direzione per £ 208 milioni. United Breweries acquistò il marchio nel maggio 2007 per 595 milioni di sterline.
Nell'agosto 2013, i membri chiave di United Spirits Limited (USL), la controllata di United Breweries che possedeva Whyte & Mackay, si sono dimessi dalle posizioni di Whyte & Mackay in seguito all'acquisizione di una quota di controllo di USL da parte di Diageo , incluso il CEO di USL Vijay Mallya, CEO di White & Mackay, John Beard, e il regista Ayani Nedungadi. I legislatori nel Regno Unito stanno studiando se forzare United a disinvestire da Whyte & Mackay a causa di preoccupazioni anti-trust sulla posizione dominante di Diageo nella produzione di whisky scozzese. Il 16 settembre 2013, Whyte & Mackay ha nominato Bryan Donaghey nuovo CEO. Donaghey è stato in precedenza amministratore delegato di Diageo per la Scozia e prima di Diageo ha ricoperto incarichi all'interno della Scotch Whisky Association.

## Sponsorizzazioni
Whyte & Mackay è stato sponsor della squadra di calcio inglese Leeds United dal 2003 al 2006. Il marchio sponsorizzava anche il club di Edimburgo Hibernian nella Scottish Premier League, i Royal Challengers Bangalore nella Premier League indiana e la Force India in Formula Uno.